# امبودیادابو، بیلانانا
امبودیادابو، بیلانانا (به لاتین: Ambodiadabo, Bealanana) یک سکونتگاه مسکونی در ماداگاسکار است که در سوفیا (ماداگاسکار) واقع شده‌است.

## خصوصیات
امبودیادابو ۱۴٬۰۰۰ نفر جمعیت دارد و ۱٬۲۰۹ متر بالاتر از سطح دریا واقع شده‌است.